# Jean-Baptiste Dumas
Jean-Baptiste Dumas, francoski kemik in politik, * 14. julij 1800, Alès (Gard), † 10. april 1884, Cannes (Alpes-Maritimes).
Razvil je metodo za analizo dušika v sestavinah.